# Палембанг

Палемба́нг (индон. Kota Palembang) — город на острове Суматра на юге Индонезии. Центр провинции Южная Суматра. 
В древности Палембанг был столицей индуистко-буддийского государства Шривиджая. После пиратских набегов государства Чола, особенно в 1025, город стал увядать и терять своё значение. Столица Шривиджаи переместилась на север в Джамби.
В городе сохранились постройки и планировка времён голландской колонизации.

## Экономика
Город является важным промышленным центром. В нём сосредоточены предприятия химической, текстильной, кожевенной, пищевой промышленности, производства строительных материалов.

## Города-побратимы
- Московская область, Россия
- Гаага, Нидерланды
- Малакка, Малайзия
- Осака, Япония
- Венеция, Италия